# Venusfisk
Venusfisk (Aphyocypris lini) är en fiskart som först beskrevs av Weitzman och Chan, 1966.  Venusfisk ingår i släktet Aphyocypris och familjen karpfiskar. Inga underarter finns listade i Catalogue of Life.